# Castello di Charvensod
Das Castello di Charvensod (in Französisch Château de Charvensod) ist die Ruine einer Burg in Charvensod im Aostatal. Die Burg wurde über die Jahrhunderte in großem Umfang umgebaut; heute ist nur noch ein originaler Eckturm vorhanden. Die Burg war viele Jahrhunderte lang ein Rückzugsort der Bischöfe von Aosta und steht in der Nähe der Pfarrkirche. Im selben Ort gibt es auch noch einen weiteren Rest mittelalterlicher Militärarchitektur, La Tornettaz. Dieser liegt zwischen dem Hauptort und der Siedlung Pont-Suaz und war Teil eines Systems von Signaltürmen, die mit verschiedenen Burgen in Sichtkontakt waren, darunter auch mit dem Castello di Charvensod.

## Geschichte
Das genaue Datum des Baus ist nicht bekannt. In den Dokumenten, die bis heute erhalten sind, wird die Burg erstmals 1305 erwähnt: „in domo episcopali apud Chalvenzo“ (dt.: im Hause des Bischofs in Charvensod), wie der Erforscher des Festungsbaus im Aostatal, André Zanotto, berichtet. Die Burg wird auch frz. „Château de l’Évêque“ (dt.: „Bischofsburg“) genannt: Tatsächlich war sie im Mittelalter die Sommerresidenz zahlreicher Bischöfe von Aosta, denen Wälder, Weiden und Ackerland in der gesamten Gegend gehörten und die sich dorthin zurückzogen, um zu sich zu erholen und zu meditieren. In den heute verfügbaren Dokumenten ist verzeichnet, dass frz. „Arduce de Pont-Saint-Martin“ (1214–1327) dort 1324, 1326 und 1327 weilte und dass er sie am Tage vor seinem Tode, dem 6. März 1327, ins Testament setzte, während der Bischof Éméric dort 1368 weilte, Jean-Geoffroy Gignod 1590.
Während der Pestepidemie von 1629–1631, die die Bevölkerung im Aostatal und in ganz Europa dezimierte, diente die Burg des Bischofs als Sitz der Lokalregierung namens frz. „Conseil des Commis“ (dt.: „Gesandtenkonzil“) um sich dort zu versammeln und die wichtigsten Entscheidungen zu treffen.
Im 18. Jahrhundert ließ der damalige Bischof von Aosta, François-Amédée Milliet d’Arvillars, der zwischen 1718 und 1720 ordiniert wurde, einige Verschönerungen an der Burg anbringen.
Mitte des 19. Jahrhunderts, in der Zeit der Kriege zwischen den protestantischen Schweizer Kantonen und den katholischen Kanonikern wurde die Burg auf Geheiß des Bischofs zum Rückzugsort des Exiliers Fillier, Propst der Kongregation auf dem Grossen St. Bernhard.
Der Probst war vermutlich der letzte Kirchenmann, der in der Burg wohnte: Wenig später, 1868, enteignete das neu gegründete Königreich Italien die kirchlichen Güter und so wurde die Burg von einigen örtlichen Familien gekauft, die sie für ihre landwirtschaftlichen Zwecke anpassten.
1971 wurde das Gebäude ohne Erlaubnis der örtlichen Behörden erneut umgebaut und verputzt, um es endgültig in ein Wohnhaus umzuwandeln.

## Beschreibung
Vom ursprünglichen Gebäude ist nur noch wenig erhalten: Ein Teil der Umfassungsmauer und im Nordwesten die Reste eines kleinen Rundturms, der auf das 14. Jahrhundert zurückgeht, einen Zeugen der vergangenen Verteidigungsaufgaben des bischöflichen Wohnhauses.